# Palmibus
El Palmibus es el sistema de transporte público urbano de la ciudad de Palmira, hace parte del Sistema Integrado de Movilidad Urbana de Palmira (SIMUP) y fue implementado por la administración municipal con el objetivo de modernizar, dignificar y hacer más sostenible el transporte urbano. Fue inaugurado el 11 de abril de 2024.

## Historia
Impulsado como parte del nuevo Sistema Integrado de Transporte Público (SITP) municipal. Fue concebido para reactivar y modernizar un servicio público urbano que había colapsado tras la crisis de TUPAL (Transporte Unificado de Palmira), desaparecido en 2020, y reemplazar el mototaxismo informal predominante en la ciudad.
El proyecto Palmibus fue anunciado en 2023 como parte de un plan integral de movilidad urbana sostenible, en conjunto con el sistema de bicicletas públicas Palmibici. Su operación piloto inició a mediados de abril de 2024, y empezó su funcionamiento en firme en mayo del mismo año.
En sus primeros cinco meses de funcionamiento (mayo-septiembre de 2024), el sistema movilizó más de 300.000 pasajeros, y para abril de 2025 ya había transportado un millón de usuarios.

## Vehículos
Palmibus opera con una flota de buses ecológicos que utilizan gas natural vehicular combinado con hidrógeno verde, lo que permite una reducción de hasta el 90 % de emisiones contaminantes en comparación con buses diésel tradicionales. Cada vehículo cuenta con cámaras de seguridad, GPS, validadores electrónicos y sistemas de conteo de pasajeros.
- Los buses cuentan con sistema de posición global (GPS) y sillas especiales de color azul para personas con movilidad reducida, personas de la tercera edad y mujeres embarazadas.

- La carrocería de los vehículos son 25 carrozados por Icolfibra y 1 carrozado por Marcopolo, para un total de 26 buses.

## Tarifas y horarios
La tarifa se puede aplicar de dos maneras de pago, en efectivo o por medio de tarjeta, al subir al bus, el usuario le indica al conductor.
| Año  | Efectivo | Con tarjeta |
| ---- | -------- | ----------- |
| 2024 | $2600    | $2000       |
| 2025 | $3000    | $2400       |

| Ruta | Lunes a Sábado        | Domingo y festivos | Frecuencia (hora pico) | Frecuencia (hora valle) |
| ---- | --------------------- | ------------------ | ---------------------- | ----------------------- |
| 1    | 5:00 a.m. - 8:30 p.m. | No opera           | 8 minutos              | 12 minutos              |
| 11   | 5:00 a.m. - 8:30 p.m. | No opera           | 10 minutos             | 15 minutos              |

## Tarjeta Palmibus
Con la tasa aeroportuaria del Aeropuerto Internacional Alfonso Bonilla Aragón en este caso específico, una parte de esa tasa está siendo dirigida al subsidio del sistema Palmibus, este subsidio se canaliza a través de una tarjeta electrónica, que permite a los usuarios del transporte acceder a una tarifa reducida.

#### ¿Cómo se subsidia el pasaje del Palmibus con tarjeta?
- Quienes la obtengan reciben un subsidio de $600 COP, reduciendo el pasaje de $3.000 a $2.400 COP

- Este subsidio se aplica al recargar la tarjeta: el sistema descuenta primero ese monto subsidiado, facilitando el acceso al servicio.[5]

## Rutas
Actualmente Palmibus cuenta con 2 rutas alimentadoras (a julio de 2025)
| Ruta | Destino                   | Recorrido | Mapa |
| ---- | ------------------------- | --- | ---- |
| 1    | Sur, centro y norte       | Ida: Chapinero Sur, Paraíso La Italia, Villa Fontana, Camino de la Hacienda, Palermo, Colegio Penagos, Cámara de Comercio, CC Llanogrande, Barrio Olímpico, La Estación, Parque Bolívar, Colegio Cárdenas Mirriñao (Centro), Universidad Santiago de Cali, Versalles, Clínica Palma Real, Centro Recreativo del Norte, Universidad del Valle. Vuelta: Zamorano, Centro Recreativo del Norte, Clínica Palma Real, Versalles, Universidad Santiago de Cali, Colegio Cárdenas Mirriñao (Centro), Parque Bolívar, Colegio San Vicente, Cámara de Comercio, La Estación, CC Llanogrande, Barrio Olímpico, Palermo, Camino de la Hacienda, Villa Fontana, Paraíso La Italia, Chapinero Sur. |      |
| 11   | Sur, centro, este y oeste | Ida: Sesquicentenario, Las Américas, Petruc, Barrio Nuevo, La Estación, C.C. Llanogrande, Santa Ana, Prado, Emilia, IMDER, Centro. Vuelta: Casa de la Cultura, Bizerta, Uribe, San Pedro, Sauces, Las Palmeras, Hacienda Buenos Aires, María Cano, C.C. Super Marden el Bosque, Barrio Obrero, Olímpico. |      |

## Futuro del sistema
Palmibus tiene previsto un proceso de modernización integral con el objetivo de mejorar la eficiencia del servicio, la experiencia del usuario y su compromiso ambiental. Entre las principales líneas de desarrollo se encuentra la incorporación progresiva de nuevas unidades con tecnología limpia, incluyendo autobuses eléctricos e híbridos, que permitan reducir las emisiones contaminantes y el consumo de combustibles fósiles.
Paralelamente, la empresa trabaja en la implementación de un Sistemas inteligentes de transporte (ITS, por sus siglas en inglés) que integrará herramientas digitales para la gestión en tiempo real de los buses, información dinámica al usuario, esta plataforma facilitará la planificación de viajes, el seguimiento de buses en tiempo real y la consulta de horarios, con el fin de optimizar la movilidad urbana en la ciudad.
El plan también contempla la expansión de rutas y frecuencias en función de la demanda, así como la mejora de la accesibilidad y la seguridad en el transporte. Con estas acciones, Palmibus busca consolidarse como un sistema de transporte público moderno, sostenible e inclusivo, alineado con las políticas de movilidad urbana sostenible promovidas a nivel nacional.
La expansión de rutas hacia zonas periféricas, barrios en crecimiento y áreas con cobertura limitada también forma parte de los planes futuros. Esto irá acompañado del fortalecimiento de la infraestructura asociada, incluyendo la construcción de paraderos y carriles exclusivos.